# Kunstschrift
Kunstschrift is een tweemaandelijks kunsttijdschrift. Het bestaat sinds 1977 en is voortgekomen uit het losbladige Openbaar Kunstbezit, dat in 1957 werd opgericht door de beeldhouwer Johan Wertheim. 
In de huidige vorm (anno 2024) biedt elke aflevering nog steeds een vooraf gekozen onderwerp. Dit varieert van een monografie, een stroming of een techniek tot een verschijnsel in de kunst. Zo zijn er nummers gemaakt over de schilder Odilon Redon, over afbeeldingen van het Hiernamaals ten tijde van Jeroen Bosch, over verhalend textiel en over de toets, en over bijzondere onderwerpen als de botanische tekening, of het verschijnsel plooival in de kunst. 
Kunstschrift is bedoeld voor liefhebbers, maar ook kunsthistorici lezen het graag. De redactie bestaat sinds 1989 uit Mariëtte Haveman (hoofdredacteur) en Annemiek Overbeek (eindredacteur). Die laatste werd sinds 2016 opgevolgd door Andrea Müller-Schirmer (beeldredactie) en Ingrid Mersel (tekstredactie). Sinds 2003 staat Kunstschrift onder de hoede van zijn eigen uitgeverij, onder de naam Kunst en Schrijven. De kernredactie wordt bijgestaan door een redactieraad bestaande uit Paul van den Akker, Sara van Dijk, Epco Runia, Margriet Verhoef en Lisa Wiersma.
In 2000 ontving de redactie van Kunstschrift de Prins Bernhard Cultuurfonds Prijs voor de Geesteswetenschappen. Met de opbrengst van de prijs kwam in 2007 het boek Ateliergeheimen, over de werkplaats van de kunstenaar tussen 1200 en heden tot stand. De opzet van dit boek, zoals geformuleerd door de redactie, was 'een ideaal Kunstschrift' te maken. Het resultaat is een bundel van zeventien essays door gerenommeerde kunsthistorici en schrijvers over een aspect uit de geschiedenis van het kunstenaarsatelier in de Nederlanden. In 2016 verscheen het boek 'Het reizende detail in de kunst van 1400 tot 1500' onder redactie van Mariëtte Haveman en Annemiek Overbeek, en in 2017 het boek 'een kleine geschiedenis van de kunst' door Jeroen Stumpel. Beide boeken waren samengesteld uit deels eerder gepubliceerde stukken uit Kunstschrift, deels nieuwe essays.